# Jarošov (okres Svitavy)
Obec Jarošov se nachází v okrese Svitavy v Pardubickém kraji. Žije zde 175 obyvatel.

## Historie
Název obce pochází zřejmě ze staroslovanské doby, ze jména Jaroš. Vznik Jarošova se však datuje kolem roku 1350–1360. Byl to zřejmě pouze dvůr nebo tvrz v západní části obce. První písemná zmínka je z roku 1366, kdy se biskup Petr z Litomyšle přel s Podlažickým klášterem a jeho opatem Domoslavem o hranice. K vyřízení tohoto sporu byla jmenována komise – kustod kapituly litomyšlské Dluhomysl a měšťan z Litomyšle Brunon na jedné straně a probošt Podlažického kláštera Havel s Vilémem Křeše ze Smrček na straně druhé. V případě neshody měl rozepři rozhodnout pátý – rytíř Albert z Jarošova, což svědčí o jeho významu. Zbytky valů tvrze jsou na západním okraji obce.
Na přelomu 14. a 15. století si zřejmě koupil ves Jarošov (spolu s Budislaví, Mladočovem a Desnou) rytíř Toulovec z Třemošné. Toulovec byl osoba opředená mnoha pověstmi i známá z historických záznamů. Své bohatství získal údajně loupením převážně na Moravě a před odvetným nájezdem Moravanů se skrýval v těžce přístupných Budislavských roklích a skalách, z nichž část leží na katastru Jarošova. Nejznámější útvar je zde pískovcová plotna stolu a čtyři sedadla – Toulovcův stůl. Ve svém loupeživém mládí patrně bydlel v Jarošovské tvrzi. V stáří se stal počestným litomyšlským občanem, který zde vykonal mnoho dobrých skutků. Zemřel asi roku 1412. V roce 1480 pak ves Jarošov koupilo město Litomyšl.
Nová katastrální mapa byla pro Jarošov pořízena v roce 1839. V roce 1890 bylo v Jarošově 101 domů a 495 obyvatel. V prvé polovině 19. století byla v Jarošově evangelická škola. V roce 1878 byla postavena dvoutřídní obecná škola. Obec byla elektrifikována v roce 1934, první stavba vodovodu pochází z roku 1936.

## Obecní správa
V letech 1850–1869 a v letech 1964–1990 k obci patřila Nová Ves u Jarošova.

## Pamětihodnosti
Dřevěná zvonice z poloviny 19. století, krytá šindelem se nachází ve středu vesnice. Má malou věžičku se zvoncem, jenž je pojmenován po svatém Prokopovi - ochránci vesnice Jarošov.

## Mikroregion Toulovcovy maštale
Sdružení obcí Toulovcovy maštale vzniklo v únoru roku 1999. Cílem sdružení nazvaného podle přírodní oblasti Toulovcovy maštale je zajištění rozvoje regionu, především s důrazem na zaměstnanost a ochranu přírody. Mikroregion má zeměpisnou šířku 12,5 km a zeměpisnou výšku 15 km. Celková plocha mikroregionu je 9639,77 hektarů.
Mikroregion sdružuje jedenáct obcí a rozkládá se na jedenadvaceti katastrálních územích: Bor u Skutče, Budislav, Hluboká, Střítež, Jarošov, Leština, Doubravice, Dvořiště, Podhořany u Nových Hradů, Nová Ves u Jarošova, Nové Hrady, Mokrá Lhota, Perálec, Poříčí, Mladočov, Proseč, Paseky, Martinice, Záboří, Podměstí, Česká Rybná a Mířetín, Zderaz. Tyto obce jsou spolu od nepaměti úzce provázány. Občané jednotlivých obcí chodili do jedné školy, společně dojíždějí do zaměstnání, mají mezi sebou příbuzenské vztahy. Většina obyvatel mikroregionu bydlí v sídlech do 1000 obyvatel, jedná se především o typické rodinné bydlení v rodinných domech nebo zemědělských usedlostech. Počet obyvatel k roku 1999 je 4840.
Venkovský prostor mikroregionu je zvýrazněn velkým podílem lesních pozemků. Zemědělská půda je ve velké většině ve vlastnictví velkého množství soukromých osob a obhospodařují ho zemědělská družstva nebo soukromě hospodařící rolníci.
Ve zmíněném mikroregionu se nacházejí přírodní rezervace Maštale, přírodní park Údolí Krounky a Novohradky a přírodní památka Pivnice.
Příroda nacházející se na území obcí Maštale je krásná a neponičená civilizací. Rozmanité geologické podmínky v různých částech způsobily, že krajina nemá jednotný ráz, ale střídají se zde různé reliéfy povrchu a rozmanitá rostlinná skladba. Značná rozloha území nebyla postižena scelováním pozemků v období socialistické kolektivizace a zůstalo zde množství rozptýlené zeleně, která tvoří krajinu malebnou, vhodnou pro rekreaci a odpočinek.

## Galerie

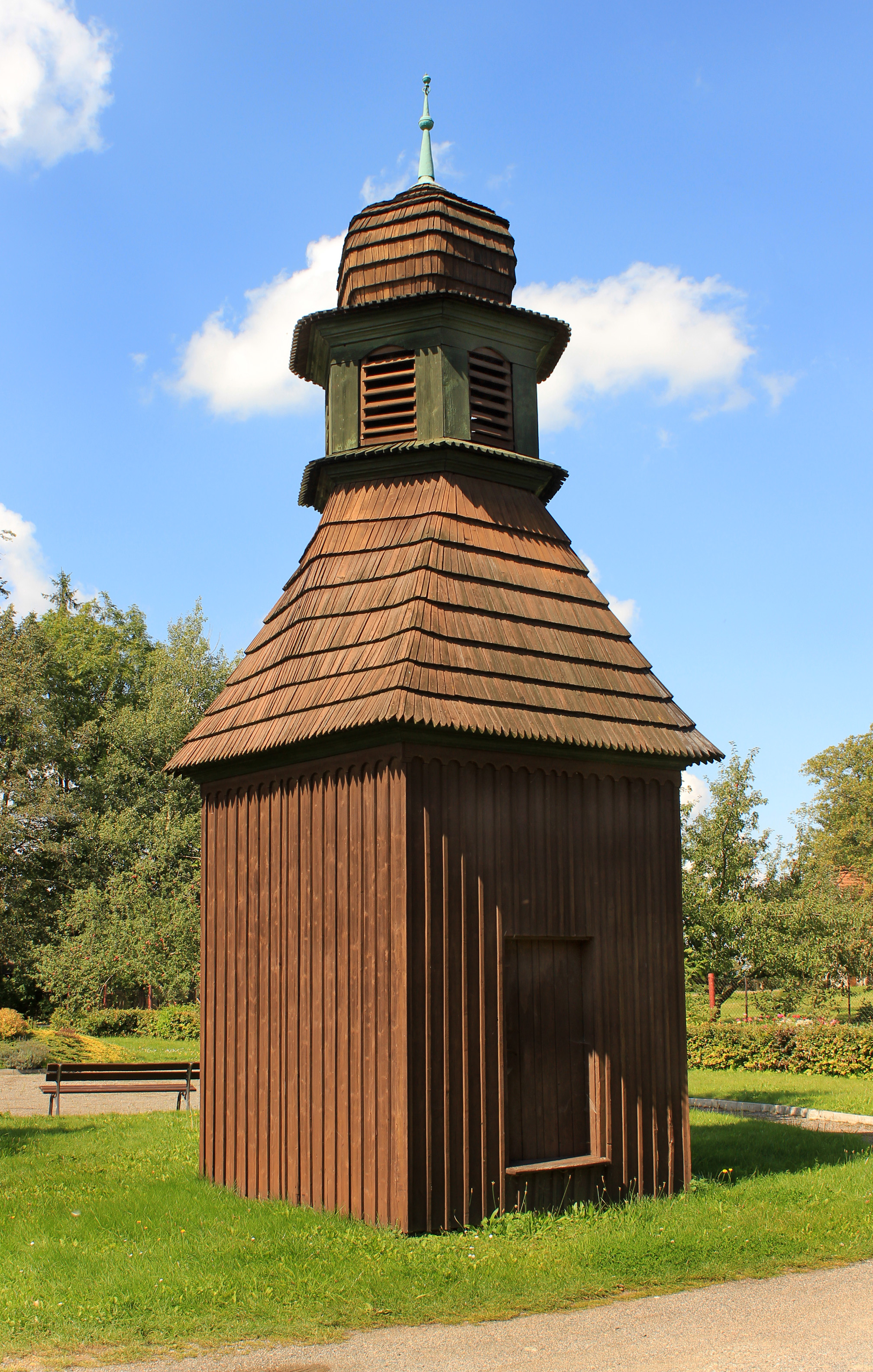
Památná dřevěná zvonice na návsi
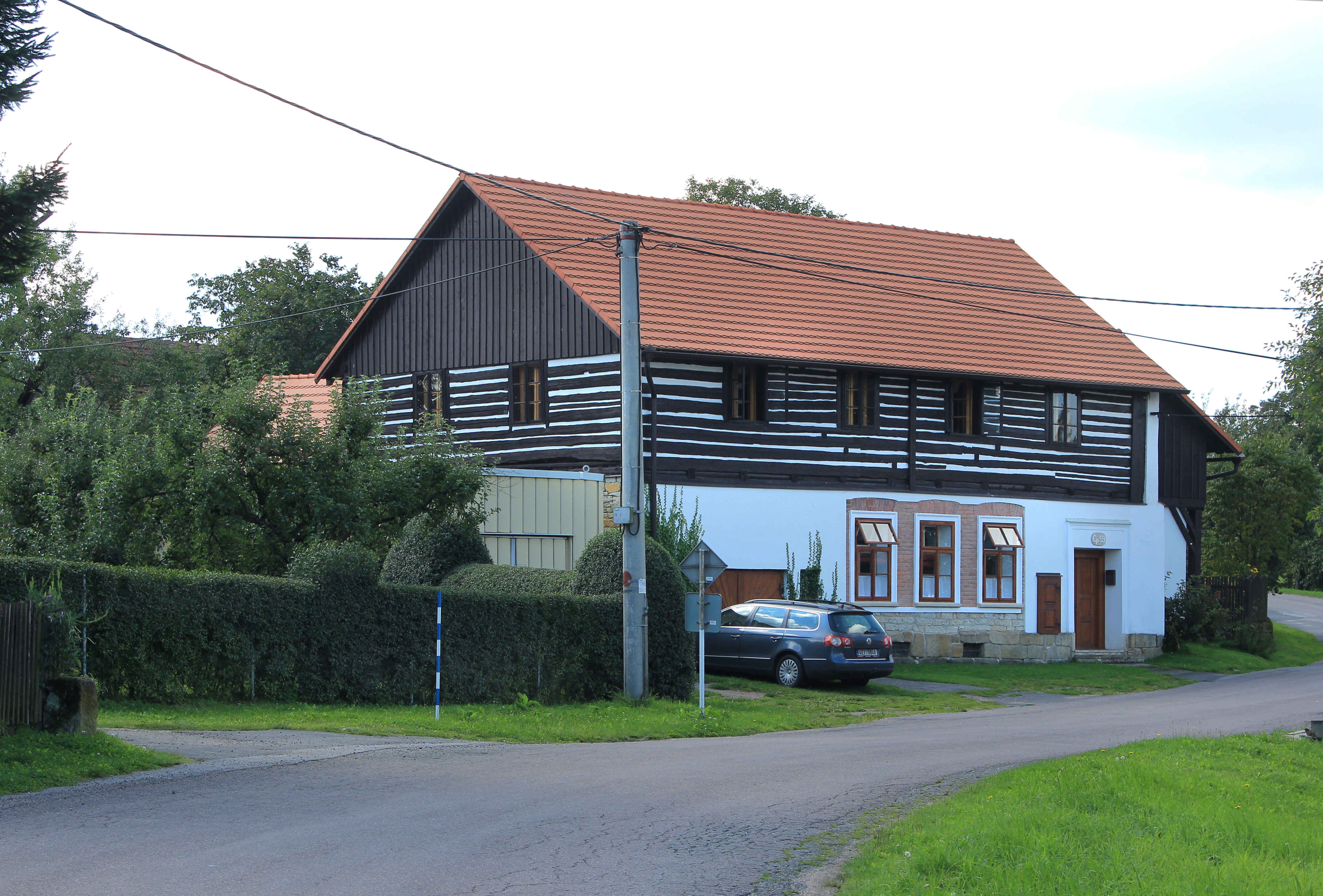
Roubený podstávkový dům